# پک یونگ-اوک
پک یونگ-اوک (انگلیسی: Pak Yong-ok؛ زادهٔ ۳۰ نوامبر ۱۹۵۵) یک بازیکن پینگ‌پنگ اهل کره شمالی است. 